# Niels Fastrup
Niels Fastrup (født 1970) er en dansk journalist ansat på DR. Niels Fastrup er uddannet BA i filosofi ved Københavns Universitet i 1997 og Master i filosofi og erhvervsøkonomi fra RUC i 2003. 
Han har flere gange været nomineret til Foreningen for undersøgende journalistiks pris for undersøgende journalistik. 
Fra 2006 til 2009 var han en del af Mediesyndikatet Monsun, hvor han bl.a. sad i den daglige redaktion på nyhedsportalen Modkraft.dk. Han er journalisten bag den meget omdiskuterede perle/perker-historie (se perker/perle-sagen), der førte til en undersøgelse af, hvorvidt en betjent fra Københavns politi havde kaldt en dansk-palæstinensisk demonstrant for "perker" eller "perle". 
I februar 2009 laver Niels Fastrup sammen med kollegaen Martin Lindblom det første interview med Blekingegadebandens hårde kerne siden deres løsladelse fra fængslet i 1994. 
I 2009 ansat som Presse- og kommunikationschef i Klimaforum09, det alternative klimatopmøde i DGI-byen. Forfatter til sociologiske artikler om bl.a. vidensøkonomi. Niels Faustrup anvendes af medierne som journalistekspert om bl.a. aktivister og autonome bevægelser.
I 2007 blev Niels Fastrup anholdt i den omdiskuterede knibtangsmanøvre i forbindelse med at han deltog i en demonstration mod rydningen af det tidligere ungdomshus. Sammen med de 24 øvrige tiltalte demonstranter i sagen er han ved både Københavns Byret og Østre Landsret blevet frikendt og tildelt erstatning for uberettiget anholdelse. 
I december 2010 afslører Niels Fastrup i Politiken sammen med journalist Michael Lund en række kritisable miljøforhold i Nordsøen på olieplatforme tilhørende Mærsk. Afsløringerne får Mærsk Olie og Gas administrerende direktør Jakob Bo Thomasen til at erkende, at der er brug for at gøre op med selskabets lukkede kultur. 
1. januar 2013 skiftede Niels Fastrup til DR, hvor han skal levere erhvervs- og økonomistof til TV-Avisen.